# Buenache de Alarcón
Pour les articles homonymes, voir Alarcon.
Buenache de Alarcón est une commune d’Espagne, dans la province de Cuenca, communauté autonome de Castille-La Manche.

## Personnalités liées à la commune
- Andrés Marcos Burriel (1719-1762), historien, né à Buenache.